# Dídimo (filho de Timóteo)
Flávio Dídimo (em latim: Flavius Didymus; em grego: Διδύμος; romaniz.: Didymos) foi um oficial bizantino do final do século V, ativo durante o reinado do imperador Anastácio I Dicoro (r. 491–518). Filho de Timóteo, foi mencionado em um dos papiros de Oxirrinco (n. 2237) datado de 498 no qual é descrito como prefeitiano, o auxiliar do prefeito pretoriano, neste caso do Oriente.